# Villapún (Cervantes)
Villapún (llamada oficialmente Santa Comba de Vilapún) es una parroquia y una aldea española del municipio de Cervantes, en la provincia de Lugo, Galicia.

## Otras denominaciones
La parroquia también es conocida por los nombres de Santa Coloma de Vilapún y Santa Coloma de Villapún.

## Organización territorial
La parroquia está formada por seis entidades de población:

### Entidades de población
Entidades de población que forman parte de la parroquia:
- Rionaval
- Teixeira
- Viladeite
- Vilapún
- Vilarguite

### Despoblado
Despoblado que forma parte de la parroquia:
- Fontexoana

## Demografía

### Parroquia
| Gráfica de evolución demográfica de Villapún (parroquia) entre 2000 y 2019 |
|                                                                            |
| Datos según el nomenclátor publicado por el INE.                           |

### Aldea
| Gráfica de evolución demográfica de Vilapún (aldea) entre 2000 y 2019 |
|                                                                       |
| Datos según el nomenclátor publicado por el INE.                      |